# Scathophaga reses
Scathophaga reses är en tvåvingeart som först beskrevs av Giglio-tos 1893.  Scathophaga reses ingår i släktet Scathophaga och familjen kolvflugor. Inga underarter finns listade i Catalogue of Life.